# Makó díszpolgárainak listája
Ez a szócikk Makó város díszpolgárait sorolja fel.

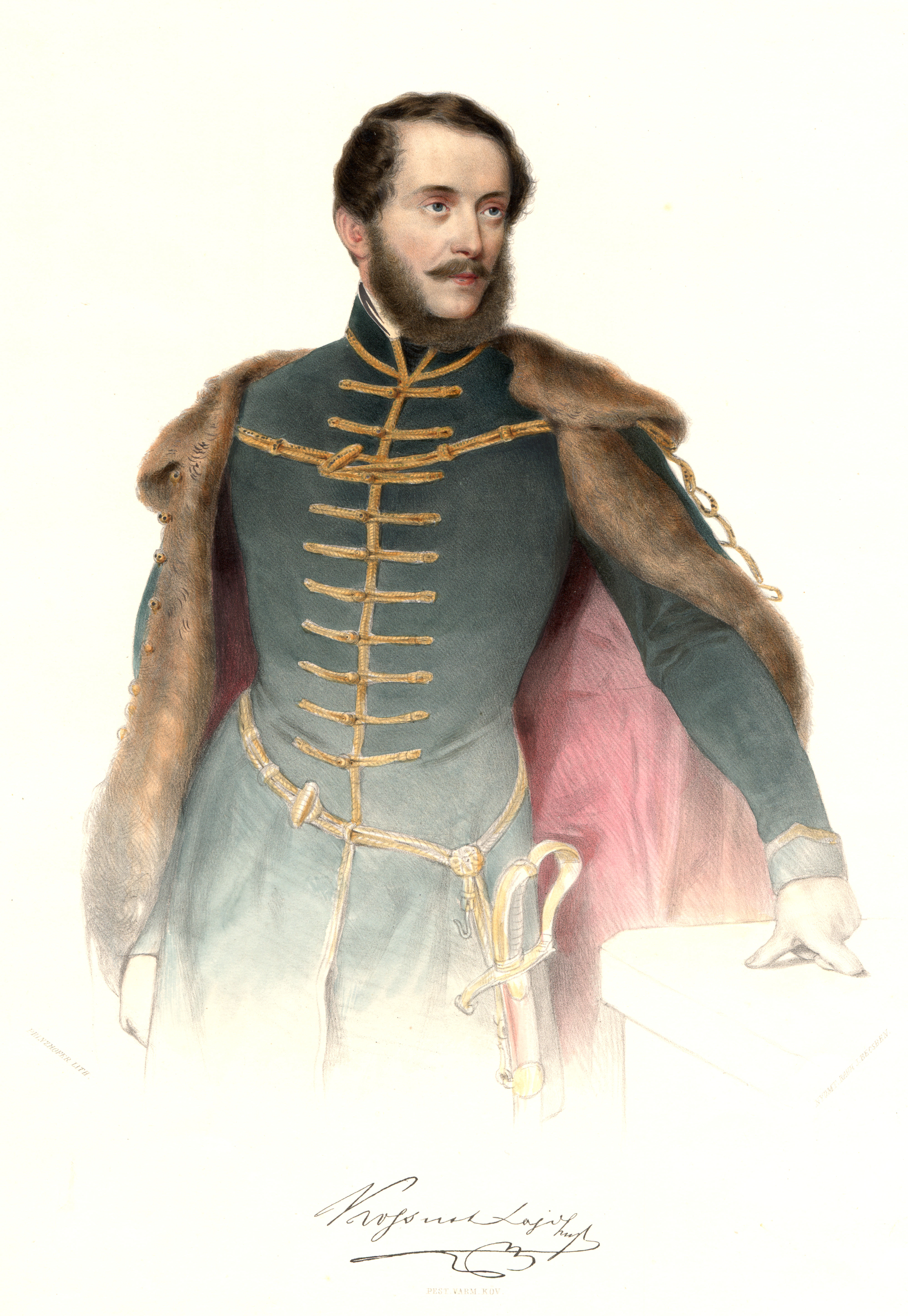
Kossuth Lajos

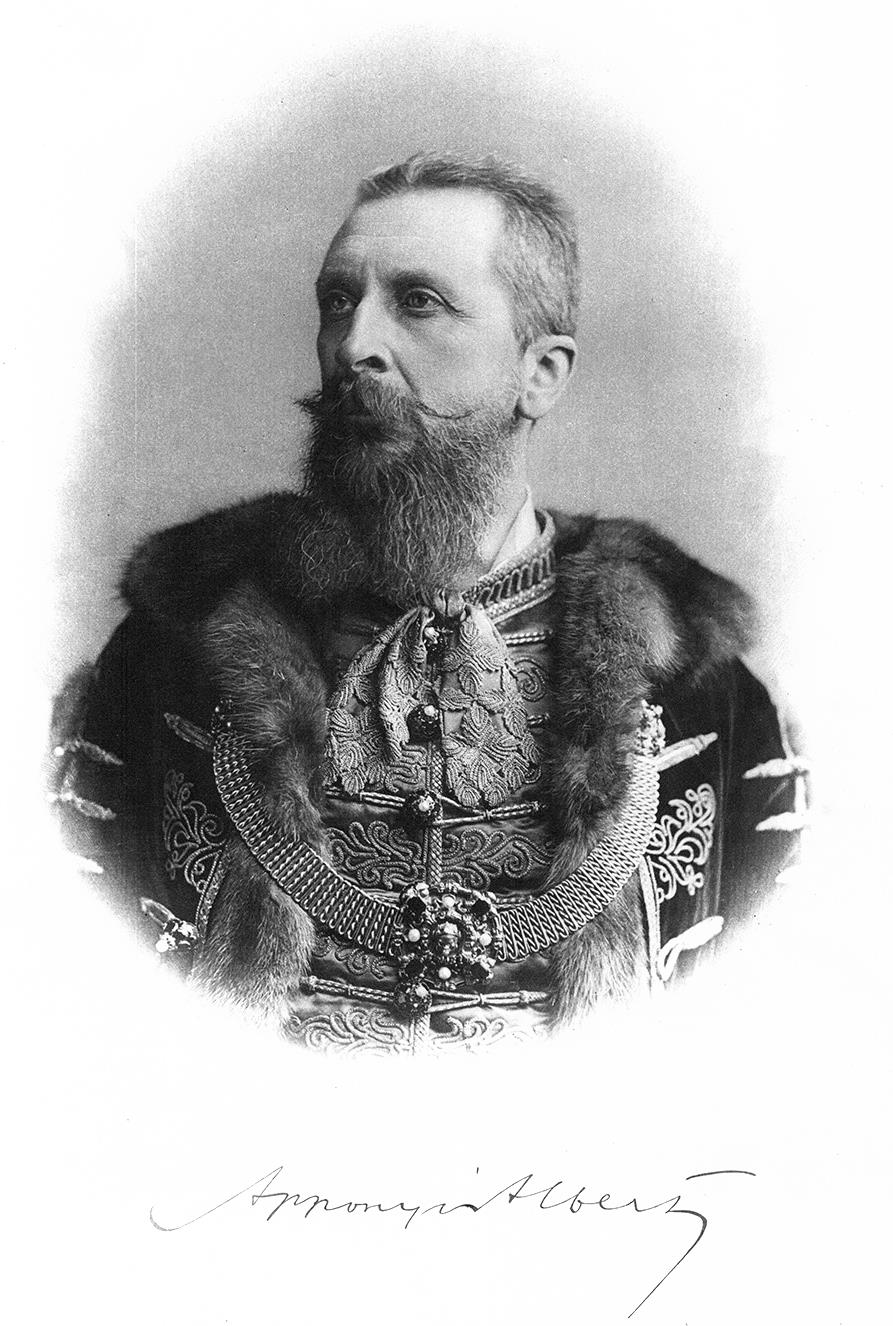
Apponyi Albert

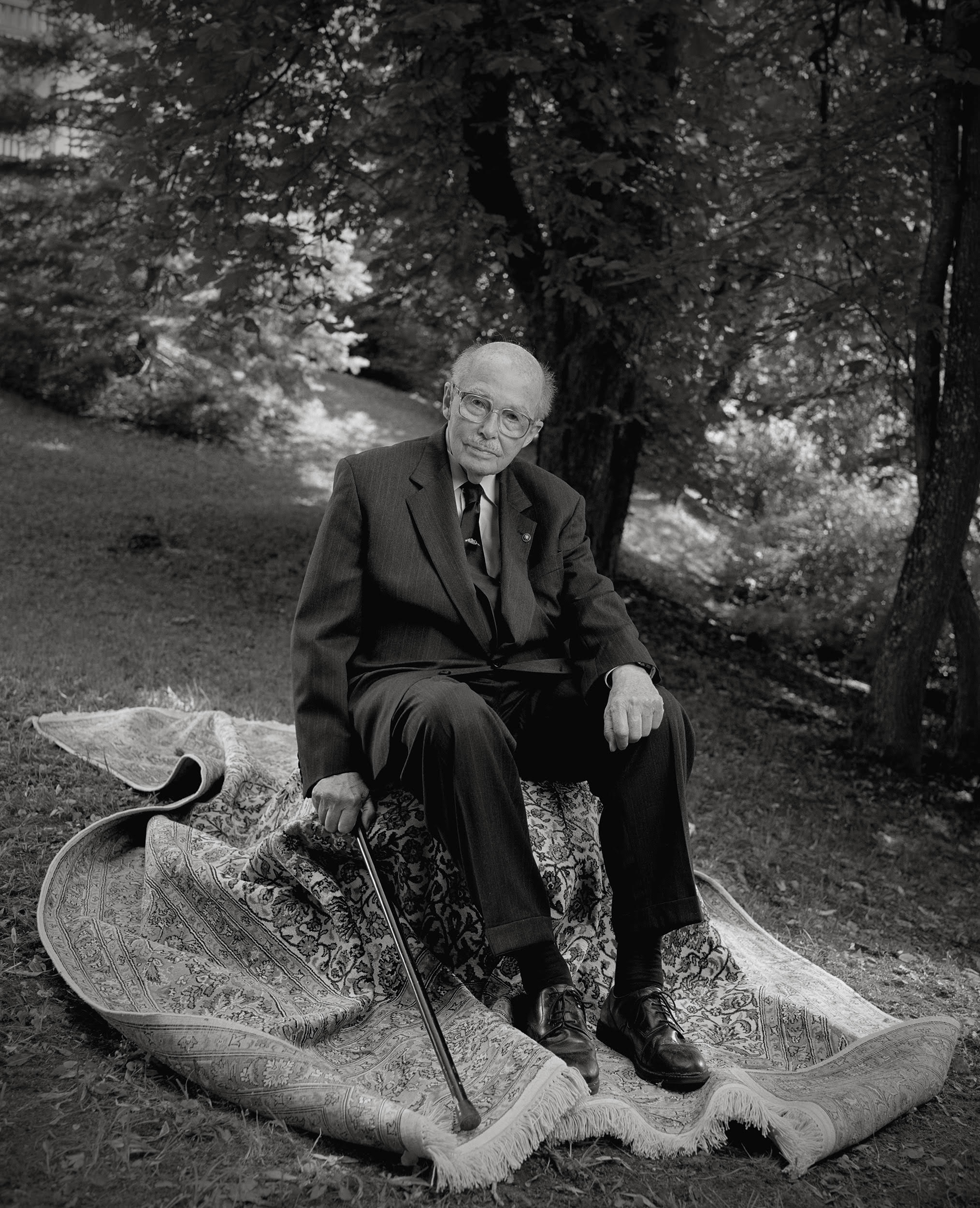
Habsburg Ottó

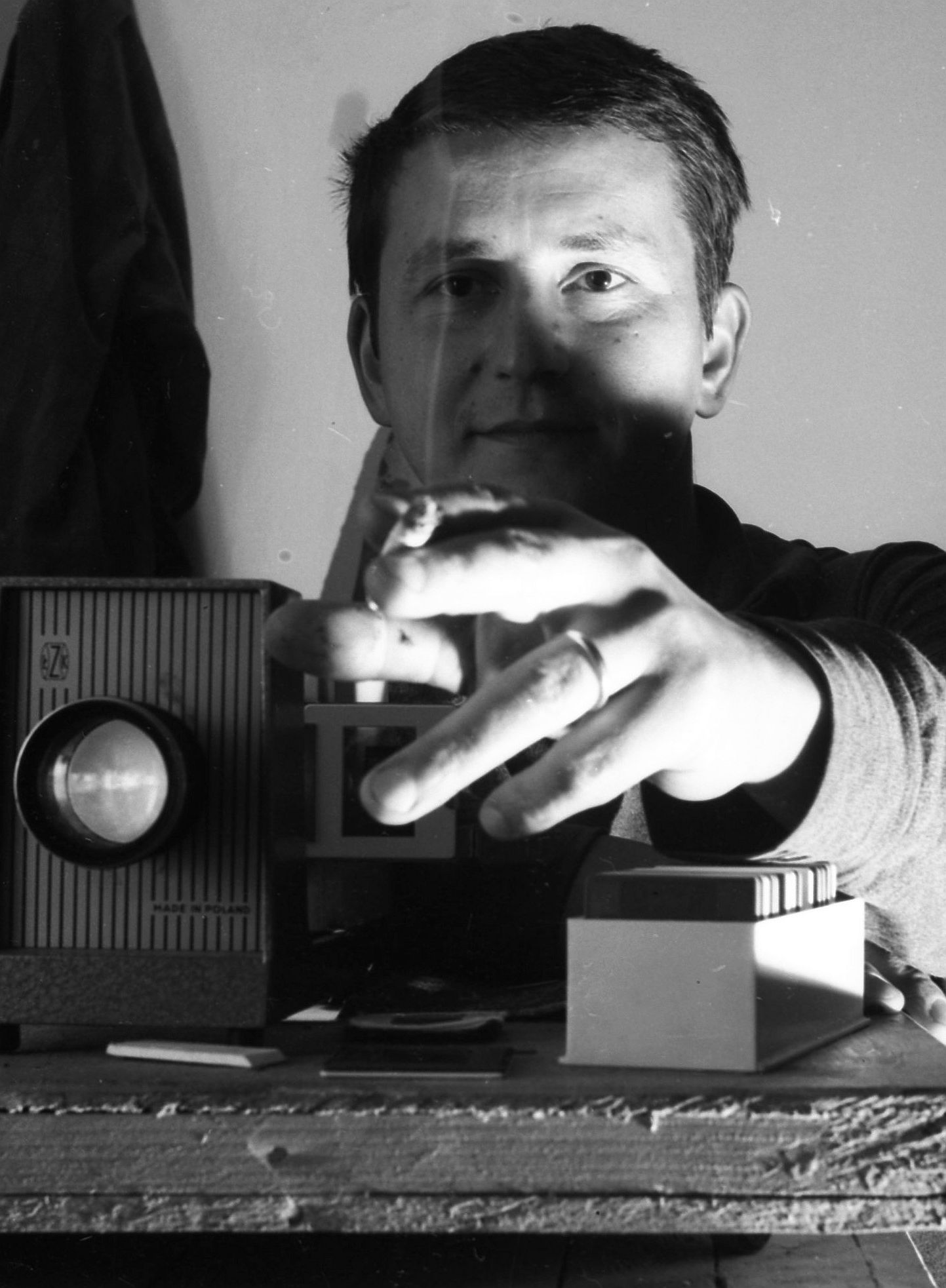
Kocsis Imre

| Név                            | Foglalkozás, tisztség                                                                                         | Év                |
| ------------------------------ | --- | ----------------- |
| Szulejmán pasa                 | az 1877–78-as orosz török háború vezére                                                                       | 1877              |
| Muktár pasa                    | az 1877–78-as orosz török háború vezére                                                                       | 1877              |
| Osman basa                     | az 1877–78-as orosz török háború vezére                                                                       | 1877              |
| Kossuth Lajos                  | Magyarország kormányzója                                                                                      | 1887              |
| Dessewffy Sándor               | csanádi püspök                                                                                                | 1893              |
| Jókai Mór                      | író | 1893              |
| Teleky József                  | országgyűlési képviselő                                                                                       | 1896              |
| D’Orsay Olivér                 | lónemesítő, nyugalmazott ezredes                                                                              | 1901              |
| Hegedüs Sándor                 | miniszter | 1901              |
| Justh Gyula                    | országgyűlési képviselő                                                                                       | 1901              |
| Meskó Sándor                   | főispán | 1901              |
| Lonovics József                | Csanád vármegye főispánja                                                                                     | 1902              |
| Hervay István                  | Csanád vármegye alispánja                                                                                     | 1905              |
| Tisza István                   | miniszterelnök                                                                                                | 1917              |
| Apponyi Albert                 | politikus, miniszter                                                                                          | 1921              |
| Rákosi Jenő                    | író | 1921              |
| Nagyatádi Szabó István         | agrárpolitikus                                                                                                | 1925              |
| Bethlen István                 | miniszterelnök                                                                                                | 1926              |
| Tarnay Ivor                    | Csanád vármegye alispánja                                                                                     | 1937              |
| Szentpéteri Imre, dr.          | járásbírósági elnök                                                                                           | 1990              |
| Tóth Aladár, dr.               | főorvos | 1990              |
| Tóth Ferenc, dr.               | muzeológus, nyugalmazott múzeumigazgató                                                                       | 1990              |
| Pulitzer József                | sajtócézár, újságíró                                                                                          | 1990              |
| Joseph Pulitzer, ifjabb        | újságíró, Pulitzer József unokája                                                                             | 1990              |
| Habsburg Ottó                  | politikus, közíró                                                                                             | 1991              |
| Domokos Géza                   | pedagógus | 1994              |
| Fazekas Lajos, dr.             | rendőrkapitány, 1956-os hős                                                                                   | 1994              |
| Szalay Ferenc, dr.             | vöröshagyma-nemesítő                                                                                          | 1996              |
| Forgó István, dr.              | író, történész, tanácselnök                                                                                   | 1998              |
| Széll Imre                     | aranydiplomás kovácsmester                                                                                    | 1998              |
| Nagy Lajos, dr.                | főállatorvos, tanácselnök-helyettes, önkormányzati képviselő                                                  | 1999              |
| Galamb József                  | mérnök, konstruktőr                                                                                           | 2000              |
| Jámborné Balog Tünde           | pedagógus, grafikus, író                                                                                      | 2000              |
| Mályusz Elemér                 | történész, középkorkutató                                                                                     | 2001 (posztumusz) |
| Szekeres István                | grafikusművész                                                                                                | 2002              |
| Nacsa Imre                     | edző | 2004              |
| Kocsis Imre                    | festőművész, grafikus, egyetemi tanár                                                                         | 2005              |
| Draskóczy Ede, dr.             | ügyvéd | 2005              |
| Keczer Tamás                   | pedagógus, oktatási szakember                                                                                 | 2006              |
| Mendei Árpád                   | nyugalmazott iskolaigazgató, túravezető                                                                       | 2013              |
| Sánta Sándor                   | volt polgármester, települési képviselő, háziorvos                                                            | 2015              |
| Gajdos Dezső Gusztáv           | kőfaragómester, mecénás, a városépítő egyesület volt elnöke, 1956-ban a makói szovjet emlékmű egyik ledöntője | 2016              |
| Streitman Károly, dr.          | gyermekgyógyász, neonatológus, patológus                                                                      | 2016              |
| Béres György                   | érseki tanácsos, egyházi zenetudós                                                                            | 2017              |
| Kotormán István                | a Szikszai György református iskola lelkész-igazgatója                                                        | 2017              |
| Tóth István                    | a Vál-Ker Kft. ügyvezetője                                                                                    | 2018              |
| Tiszlavicz László, dr.         | egyetemi tanár, főorvos, helyettes házi- és ügyeletes orvos                                                   | 2019              |
| Jámbor Zoltán                  | a Politikai Foglyok Országos Szövetsége makói szervezetének elnöke                                            | 2019              |
| Rója István                    | nyugalmazott gimnáziumigazgató, földrajz–testnevelés szakos tanár                                             | 2020              |
| Hadik György, dr.              | sebész főorvos, önkormányzati képviselő                                                                       | 2021              |
| Tóthné Döme Mária              | a Maros Táncegyüttes művészeti vezetője                                                                       | 2021              |
| Lantos Péter                   | orvos, neuropatológus, egyetemi tanár                                                                         | 2022              |
| id. Lenhardt Béla              | szíjjgyártó                                                                                                   | 2023              |
| Dr. Buzás Péter                | magyar politikus, volt országgyűlési képviselő, Makó város egykori polgármestere                              | 2024              |
| Buzásné Dr. Kiss Ivánka Emília | csecsemő- és gyermekgyógyász szakorvos, címzetes főorvos, gyermek háziorvos                                   | 2025              |